# Buffalo
Buffalo (AFI: [ˈbʌfəloʊ]) é uma cidade dos Estados Unidos, a segunda mais populosa do estado de Nova Iorque. Localiza-se na parte oeste do estado, nas margens ocidentais do lago Erie e do rio Niágara, situado na margem oposta a Fort Erie, no Canadá. É a capital da área metropolitana de Buffalo-Niagara Falls e sede do Condado de Erie.

## História

Mapa do vilarejo de Buffalo em 1854

A cidade se originou por volta de 1789, como um pequeno entreposto comercial próximo ao riacho Buffalo, e cresceu rapidamente apos a abertura do Canal Erie em 1825, com a cidade situada em sua extremidade oeste. Em 1900 Buffalo era a oitava maior cidade do país, e se tornou uma das principais ligações ferroviárias, o maior centro de processamento de grãos no país, e sede da maior operação de fabricação de aço do mundo na época. Durante a parte final do século XX viu sua fortuna sofrer um duro revés; o transporte para os Grandes Lagos passou a ser desviado, com a abertura do Canal de São Lourenço, enquanto as indústrias metalúrgicas e pesadas da região foram relocadas para outros lugares, como a China. Com o advento da Amtrak, a companhia estatal de transporte ferroviário nos Estados Unidos, na década de 1970, o Terminal Central de Buffalo também foi abandonado, já que as rotas de trens deixaram de passar pela estação (passando agora por Depew, Nova York). Na década de 1990 a cidade viu sua população ser reduzida a cifras menores do que as de 1900.
Em setembro de 1901, William McKinley, então presidente dos Estados Unidos, foi assassinado na Exposição Panamericana.

## Geografia
De acordo com o Departamento do Censo dos Estados Unidos, a cidade tem uma área de 135,9 km², dos quais 104,6 km² estão cobertos por terra e 31,3 km² por água.

## Demografia
Segundo o Censo Nacional de 2010, a sua população é de 261 310 habitantes e sua densidade populacional é de 1 877,9 hab/km². A cidade possui 133 444 residências, que resulta em uma densidade de 1 275,9 residências/km². É a segunda cidade mais populosa do estado e a 70ª mais populosa do país.

## Economia
Os setores econômicos de Buffalo incluem indústria, fabricação leve, alta tecnologia e serviços. O estado de Nova Iorque, com sobre 15 000 empregados, é o empregador o maior da cidade. Outros grandes empregadores incluem o governo dos Estados Unidos, Kaleida Saúde, M&T Bank (que Buffalo é a sede na banca), a Universidade de Buffalo, General Motors, Time Warner e as tops nos mercados favoráveis. Buffalo é o lar dos produtos ricos, da fabricante de cerveja canadense Labatt (que em 1955 foi comprada pela Interbrew), da Sorrento que é companhia da Lactalis, das Companhias do Norte de Delaware e da New Era Cap Company.
A perda de empregos tradicionais na fabricação, suburbanização rápida e altos custos de mão-de-obra levaram ao declínio econômico e fizeram de Buffalo uma das cidades mais pobres dos Estados Unidos, com populações de mais de 250 000 pessoas. Estima-se que 28,7-29,9% dos habitantes de Buffalo vivem abaixo da linha da pobreza, atrás apenas de Detroit, ou apenas Detroit e Cleveland. O rendimento mediano de Buffalo de $ 27 850 é terceiro-mais baixo entre cidades grandes, atrás de somente Miami e Cleveland; No entanto, a renda média da área metropolitana é de R$ 57 000. O índice trimestral de NAHB / Wells Fargo Oportunidade de Habitação (HOI) observou quase 90% das casas novas e existentes vendidas Na área metropolitana durante o segundo quarto eram mais acessíveis às famílias com renda mediana da área de $ 57 000. Em 2014, o preço mediano da casa na cidade era $ 95 000.
A economia de Buffalo começou a ver melhorias significativas desde o início de 2010. Com dinheiro do governador do estado de Nova York, Andrew Cuomo, através de um programa conhecido localmente como "Buffalo Billion" trouxe uma nova construção, maior desenvolvimento econômico e centenas de novos empregos para a área. Em março de 2015, a taxa de desemprego de Búfalo era de 5,9%, ligeiramente acima da média nacional de 5,5%. Em 2016, o Bureau of Economic Analysis dos EUA avaliou a economia da região de Buffalo em US$ 54,9 bilhões.

## Educação
Tem em destaque a Universidade de Buffalo, onde estudou o falecido músico Ronnie James Dio.

## Cultura
O filme Bruce Almighty (Todo Poderoso em português), estrelado por Jim Carrey, se passa nessa cidade. A banda The Goo Goo Dolls surgiu na cidade, onde gravaram um DVD no ano de 2004.

## Esportes

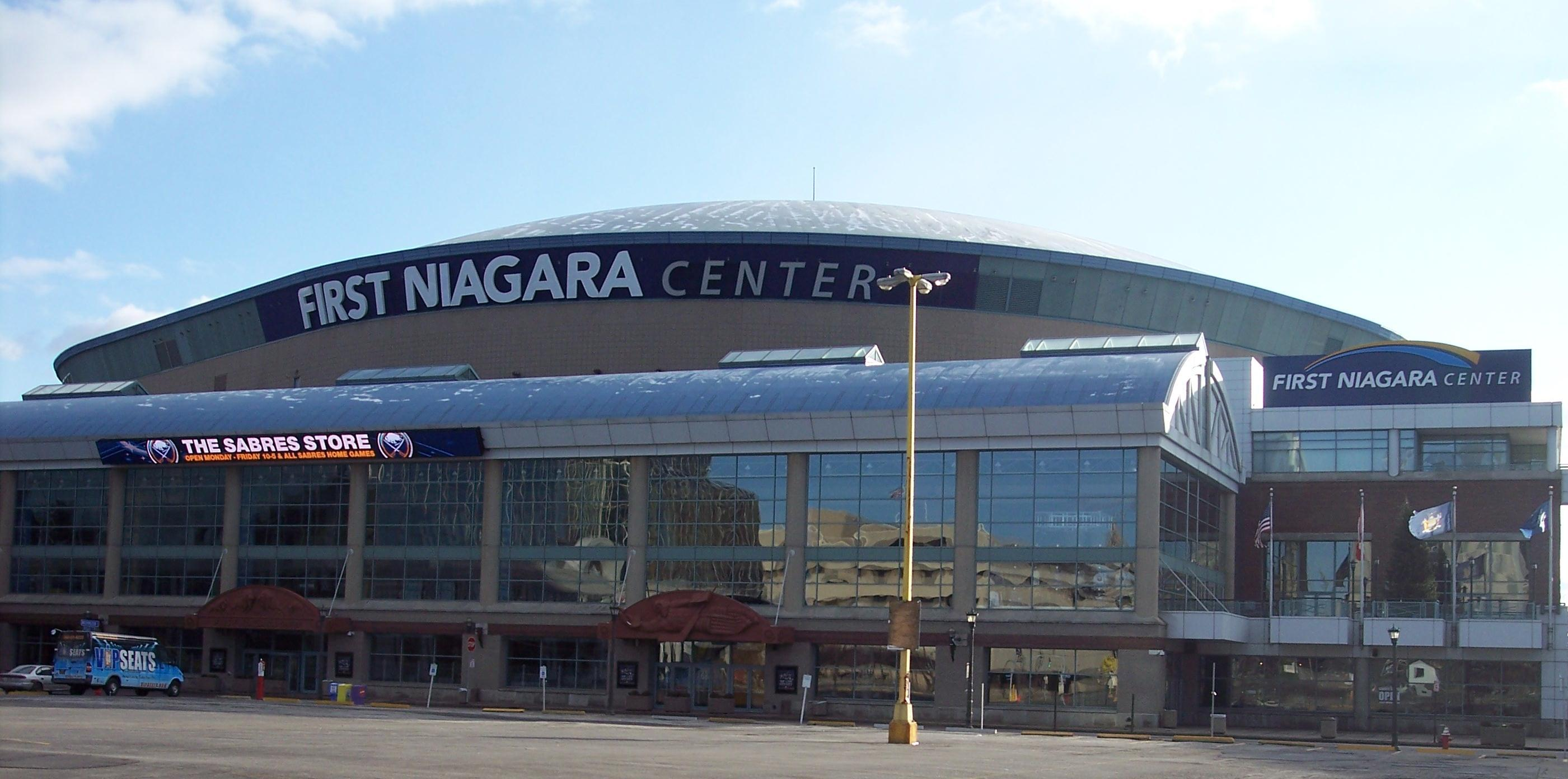
KeyBank Center, casa do Buffalo Sabres.

Existe em Buffalo um time de futebol americano, o Buffalo Bills, e um time de hóquei no gelo, o Buffalo Sabres. Os Clippers, atualmente em Los Angeles, foram sediados em Buffalo na década de 1970.

## Marcos históricos
O Registro Nacional de Lugares Históricos lista 169 marcos históricos em Buffalo, dos quais 10 são Marco Histórico Nacional. O primeiro marco foi designado em 2 de novembro de 1966 e o mais recente em 22 de abril de 2021, o The Buffalo Club.

## Cidades irmãs
- Lille - França
- Rzeszów - Rússia
- Tver - Rússia
- Marília - Brasil
- Derry - Reino Unido
- Dortmund - Alemanha
- Horlivka - Ucrânia
- Drohobych - Ucrânia
- Torremaggiore - Itália
- Juba - Sudão do Sul
- Qiryat Gat - Israel
- Cape Coast - Gana
- Kanagawa - Japão
- Siena - Itália
- Parish of Saint Ann's Bay - Jamaica[13]